# НСЕ-81-110 (печера)
НСЕ-81-110 — печера, розташована в Абхазії, Гудаутському районі, в урочищі Батах, Бзибського масиву. Протяжність 160 м, проективна довжина 68 м, глибина 110 м, площа 120 м², об'єм 9000 м³, висота входу близько 1800 м.

## Складнощі проходження печери
Категорія складності 2А.

## Опис печери
Шахта закладена по двох пересічних тріщинах, являє собою систему сполучених через отвори в стінах колодязів. На глибині −15 м вхідний колодязь частково перекритий заклиненою брилою. Прохід з 2-го до 3-го колодязя являє собою трубу розмірами 0,3 x 0,3×3,0 м. Шахта закінчується щілиною на глибині −110 м. Порожнина закладена в нижньокрейдових вапняках. Вона позбавлена водотоків, з глибини −55 м відзначено слабке капання. На дні 1-го і 2-го колодязів є брилові навали, на стінах 3-го колодязя — покривні кори, що руйнуються, на склепінні 2-го колодязя — сталактити.

## Історія дослідження
Шахту відкрито і досліджено в 1981 р. секцією спелеологічних досліджень НОУ «Сибір» при СВ АН СРСР.